# Полынные сказки
«Полы́нные ска́зки. По́весть о да́вних времена́х» — повесть русского писателя Юрия Коваля, в которой рассказывается о жизни маленькой девочки Лёли и её мамы, учительницы церковно-приходской школы, в глухом мокшанском селе Полыновке в начале XX века. Главы повести называются «сказками», хотя лишь некоторые из них представляют собой волшебные сказки в полном смысле слова. В основу повести легли рассказы матери писателя о своём детстве в Мордовии.
Впервые повесть опубликована в 1985 году в журнале «Пионер», в 1987 году вышла отдельным изданием. Повесть подверглась цензурной правке в связи с наличием религиозной тематики; в частности, одна из глав («Сказка о колокольных братьях») не вошла в основной текст и была опубликована лишь годы спустя. Повесть удостоена премии Всесоюзного конкурса на лучшую детскую книгу и выдвигалась на соискание Государственной премии СССР. Некоторые сказки, входящие в повесть, экранизированы.

## История создания
В интервью Ирине Скуридиной в 1995 году Юрий Коваль говорит о том, что его повесть «абсолютно основана на реальности»: «„Полынные сказки“ — это чёткие рассказы мамы». В это время его мама Ольга Дмитриевна Колыбина (1908—1992) уже тяжело болела, и писателю «хотелось сделать для неё что-то. А что может сделать писатель — написать. (…) Вот я и выбрал этот вариант — всё-таки вспомнить её рассказ и написать книгу, целиком ей посвящённую».
Учительница церковно-приходской школы села Палаевка (тогда — Инсарского уезда) Татьяна Дмитриевна Колыбина упоминается в очерках истории села.
По словам Коваля, «Полынные сказки» «выходили тяжело»: при подготовке к публикации повесть подверглась цензурной правке. «Правка была чудовищная, жуткая» и касалась религиозных мотивов в повести. Так, «Сказка о колокольных братьях», в которой говорилось о том, что колокола на колокольне — это братья героев повествования, была полностью исключена из текста. Было также убрано описание церкви («слова о том, что это был высокий дом, который шёл до неба и даже, кажется, выше неба»), а также упоминание двух сестёр-монашек, которые жили при церкви.
Впервые повесть была опубликована в 1985 году в журнале «Пионер» с рисунками Светозара Острова. В 1987 году повесть вышла отдельным изданием с рисунками Николая Устинова и впоследствии неоднократно переиздавалась.
«Сказка о колокольных братьях» с предисловием Григория Остера была опубликована в детской рубрике журнала «Огонёк» в 1990 году. Некоторые сказки, в том числе «Сказка про волка Евстифейку», «Сказка про козла Козьму Микитича», «Cказка в три блина длиной» и др., позже публиковались и отдельно вне полного текста повести. В издании 1991 года шесть сказок с иллюстрациями Н. Устинова сопровождаются параллельным английским переводом (переводчик не указан).

## Сюжет
В начале автор говорит о том, что о написанном в повести ему рассказывала мама, когда он был маленьким, особенно когда он болел. Это рассказы, часто в форме сказок, повествуют о детстве мамы, когда она сама была маленькой и жила со своей мамой в селе Полыновке.

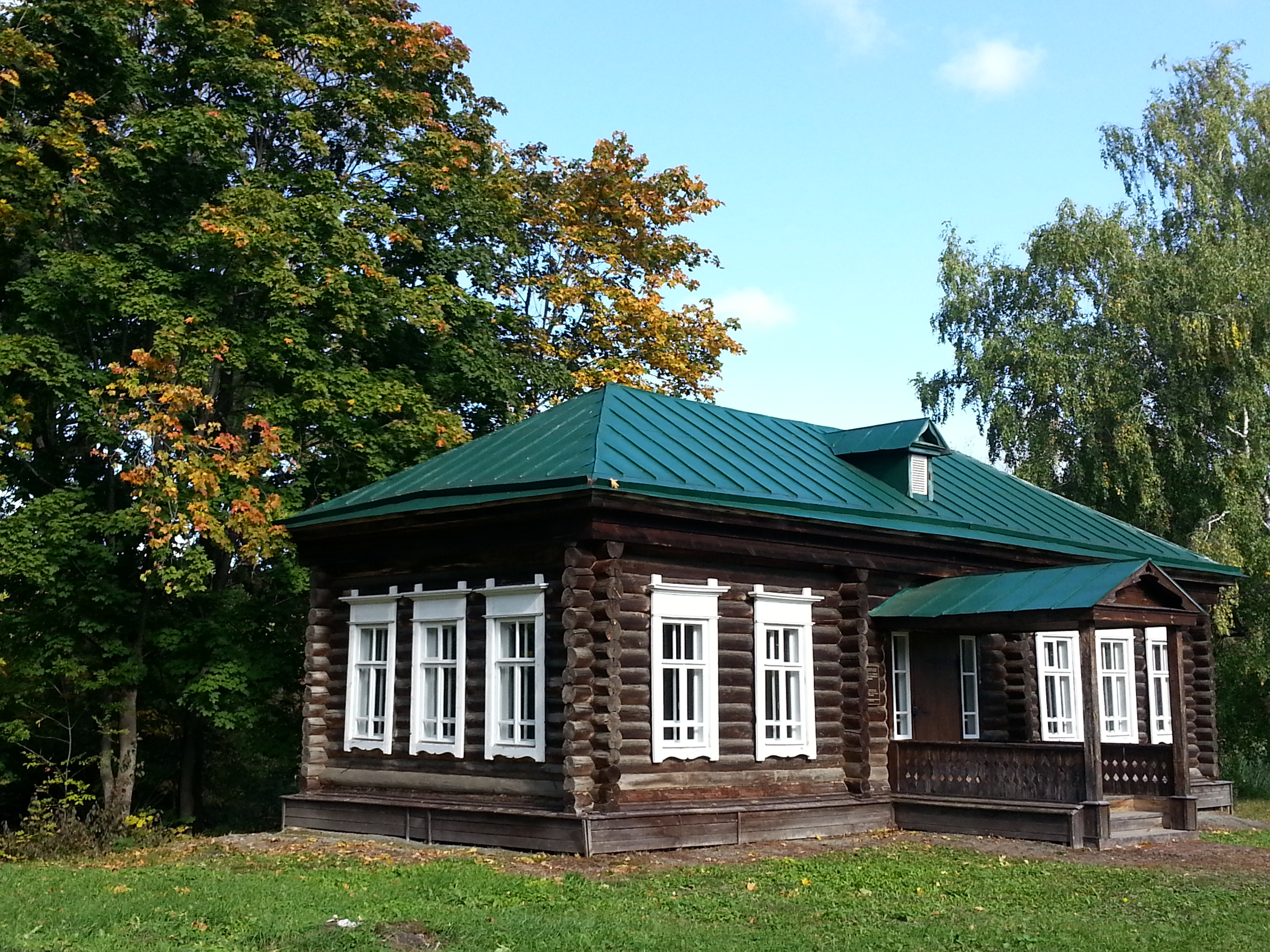
Здание церковно-приходской школы (Нижегородская область)

1910-е годы. Небольшое село Полыновка находится в степях, полных полыни. Местное население там говорит на «полынном» (мокшанском) языке. Девочка Оля (Лёля) ещё маленькая и не ходит в школу, а её мама Татьяна Дмитриевна Колыбина — школьная учительница. Лёля с мамой живут в здании школы, там же живёт сторож и истопник дед Игнат, а одна комната отведена под занятия — в ней занимаются ученики сразу трёх классов, хотя учительница у них только одна. Лёле тоже нравится сидеть в школьном классе, она постепенно узнаёт всё то, о чём мама рассказывает ученикам.
Однажды дед Игнат ловит беспризорного мальчика-цыгана Мишку, который отстал от своего табора. Он остаётся в селе и играет с Лёлей, хотя время от времени грозится «уйти на войну». Когда в школе начинается учёба, ему всем классом придумывают фамилию Орешкин, потому что он любит орехи.
Проходит осень, наступает снежная зима. Однажды вечером к Татьяне Дмитриевне приходит племянница Дуня с двумя бродатыми мужчинами (которых называют «волчками»), они долго разговаривают и слушают Дунины песни. Позже мама объясняет Лёле, что эти люди были закованы в кандалы, но разорвали их, и они хотят бороться за лучшую жизнь для простого народа.
Татьяна Дмитриевна получает жалованье три золотых рубля, при этом она старается помогать бедным и сама покупает всё, что нужно для школы. Не все ведут себя так же — например, сельский поп дал татарам-погорельцам из соседнего села сто рублей только после того, как они пообещали вернуть ему сто шестьдесят. За это жёны татар под видом жареного гуся подарили попу на праздник волчью голову.
Проходит учебный год, наступает весна. В третьем, выпускном классе школы — четыре ученика, все они успешно сдают экзамены и становятся первыми грамотными полыновцами. Из-за болезни Татьяна Дмитриевна на несколько дней уезжает в Пензу. Возвращается она с козой, поскольку врачи порекомендовали ей пить козье молоко. Лёля слышит, что Дуне мама рассказывает о том, что в стране назревают перемены. Повествование заканчивается на том, как за окном расцветает сирень и Лёля находит «счастливый» цветок с пятью лепестками.
На протяжении повествования Лёле рассказывают сказки разные люди — дед Игнат («Сказка про деда Игната и волка Евстифейку», «Сказка деда Игната про другие три рубля», «Сказка деда Игната про козла Козьму Микитича»), мокшанки Марфуша и Натакай («Марфушина сказка в три блина длиной», «Марфушина сказка про степного брата», «Сказка про серебряного сокола, которую рассказала Натакай»), Дуня («Дунина сказка про рябину», основанная на песне «Тонкая рябина»).

## Отзывы
Ирина Скуридина пишет о том, что в «Полынных сказках» Юрий Коваль «описал деревенскую жизнь средней России во всём ее многообразии от весны до зимы, от сева до уборки, от рождения до смерти»: «Есть здесь печаль и боль, и всё же эта книга — о счастье и гармонии». По её словам, книгу можно назвать «энциклопедией русской жизни для детей». При этом, «Полынные сказки» «не были оценены критикой по достоинству и история их создания неизвестна широкому читателю».
Аналогично, Григорий Остер отмечает, что «повесть о давних временах должна была стать своеобразной энциклопедией религиозной жизни ребенка дореволюционной России», однако вследствие цензурной правки «писателя заставили исказить концепцию книги, написать её иначе»:

Всё, всё исчезло. Церковные праздники, посты. Что означали для ребенка Пасха, Великий пост? Чем была Церковноприходская школа? Не состоялось в книге представления всего религиозного цикла жизни человека: крестины, причастие, венчание и до отпевания, до похорон.

Юлия Просалкова, упоминая «Полынные сказки» в очерке, посвящённом образу женщины в советской детской литературе, называет повесть «одной из лучших детских книг конца 1980-х» и отмечает, что она написана «простым, поэтическим языком и ярко изображает счастье детства, когда мама и её любовь всегда рядом».

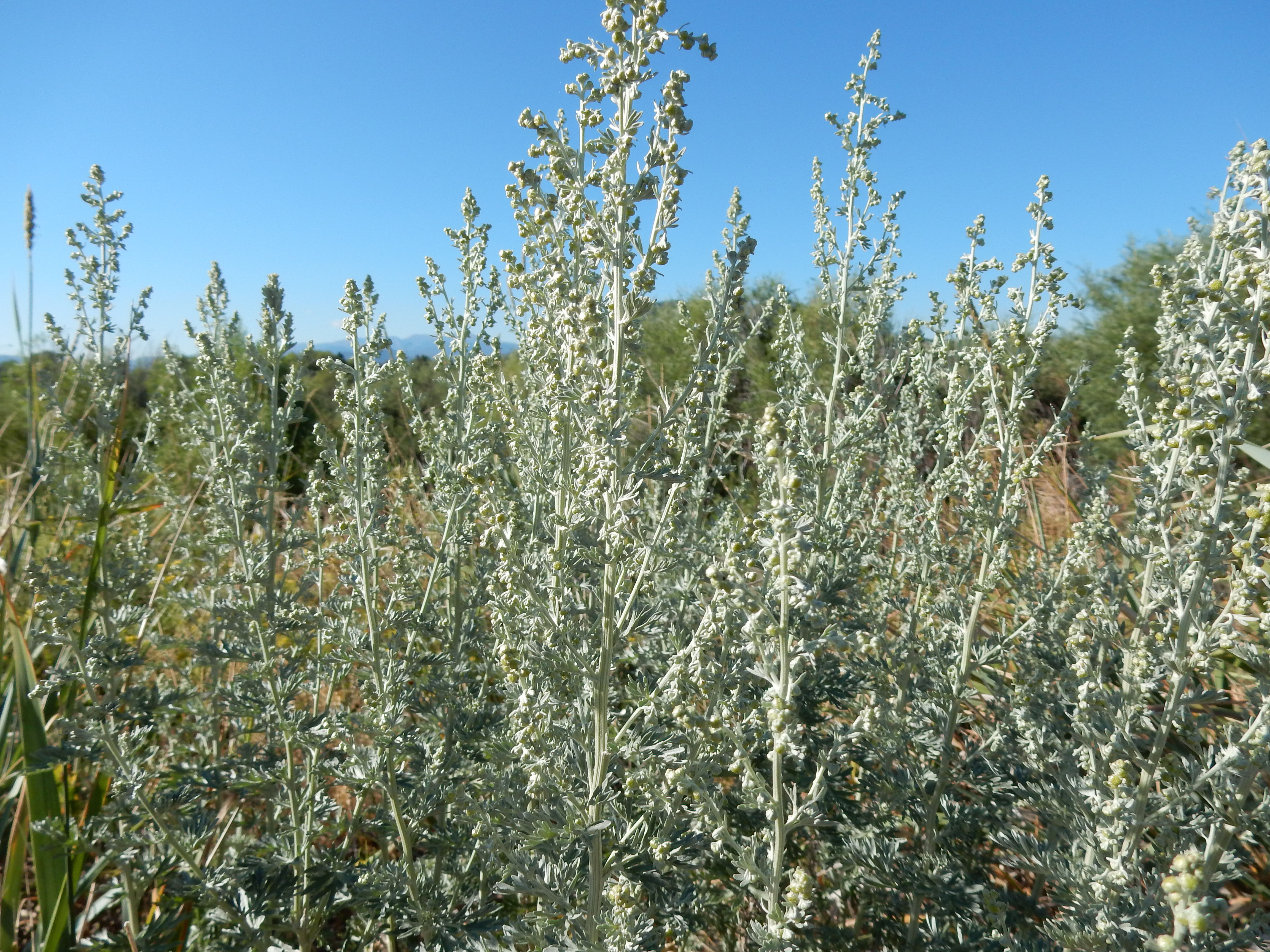
Полынь горькая

В монографии о творчестве Юрия Коваля Светлана Веднёва обсуждает слово «полынь» как приобретшее в «Полынных сказках» «остранённость и символическую наполненность»: вокруг деревни «бушевала полынь», запах полыни пропитывал всё вокруг, полынными были дожди и грозы, сами жители Полыновки были «полынными» и говорили на «полынном» языке. При этом поэтическое описание полыни в книге включает три цвета — зелёный, серебряный и золотой. Серебряный цвет «внутренне скрепляет, казалось, разнородные сказки», в том числе сказку про серебряного сокола и сказку про степного брата, который был (по цвету волос) «весь серебряный, как полынь». Исследовательница также отмечает, что повторяющейся деталью повествования становится одуванчик, играющий важную роль и в другой повести писателя, «Самая лёгкая лодка в мире».

## Награды
В 1987 году книга получила первую премию Первого всесоюзного конкурса на лучшую детскую книгу, посвящённого 70-летию Великого Октября. В следующем году была переиздана по условиям конкурса.
Кроме того, книга была отмечена дипломом II степени XXVIII Всероссийского конкурса «Искусство книги».
Книга была выдвинута на Государственную премию, однако не получила её. По словам Коваля,

…Её зарубили. Ну, этого я и ожидал. Я ожидал, что её зарубят. (…) Потому что… есть люди, которым принято давать премии, а есть люди, которым не принято давать. Я не вошёл, ещё не вошёл в число тех людей, которым принято давать премии.

## Адаптации
По отдельным сказкам повести в начале 2000-х годов были сняты мультипликационные фильмы:
- «Евстифейка-волк» (2001) — по «Сказке деда Игната про волка Евстифейку»
- «Полынная сказка в три блина длиной» (2003) — по «Марфушиной сказке в три блина длиной»
- «Про барана и козла» (2004) — по «Сказке деда Игната про козла Козьму Микитича»
- «Про козла и барана» (2005) — по «Сказке деда Игната про козла Козьму Микитича»

Существует радиопостановка по повести (реж. Галина Дмитренко), в которой задействованы актёры Галина Гудова, Светлана Письмиченко, Марьяна Мокшина, Евгений Баранов.